# Битка при Аламидере
Битката при Аламидере е сблъсък между български и османски войски, състоял се на 21 октомври (3 ноември по нов стил) 1912 г. по време на Първата балканска война край село Аламидере, 15 km югоизточно от днешен Смолян. С победата си в тази битка 21 средногорски полк овладява горното поречие на Арда и създава благоприятни предпоставки за пълното освобождаване на Родопите от османско владичество. В чест на тези събития през 1934 г. селото е прекръстено на Полковник Серафимово (по званието и името на командира на полка), а една от височините, около които се води битката, е наречена връх Средногорец.

## Сили и планове на противниците
В началото на бойните действия 21-ви полк под командването на полковник Владимир Серафимов е в състава на 1-ва бригада от Втора Тракийска дивизия. Полкът формира левия, източен фланг на Родопския отряд. Задачите му са да загради пътя на турците през Чепеларе към Пловдив и да прекъсне железопътната линия Солун – Цариград в участъка, преминаващ през Западна Тракия. Полкът наброява почти 5000 войници и офицери. В помощ са му придадени артилерийски части с общо 20 планински оръдия, от които 4 скорострелни.
В района на Горна Арда е разположена турската Кърджалийска мустахфъзка дивизия – част от Кърджалийския отряд, предвождан от Явер паша. Подсилена с редифски части, дивизията наброява 6800 военнослужещи. Основната ѝ задача според директивите на османското главно командване е да не допусне българите да прекъснат съобщенията между Източна Тракия и Македония.

## Маневриране преди битката
Ефективността на бойните действия в Родопите през есента на 1912 г. е обусловена от планинския терен и слабо развитата пътна мрежа. Маневрирането е допълнително затруднено от честите валежи (включително и на сняг), които влошават проходимостта на пътищата.
В първите дни на войната (5 – 8 октомври) 21-ви полк завладява Тъмръшкия клин с Дьовлен (днешен Девин). Впоследствие, поради сведения за струпване на турски войски в района на Пашмакли (Смолян), полкът се съсредоточава при Чепеларе и настъпва на юг. На 13 октомври полкът в жесток бой разгромява три турски табура в района на връх Свети Георги и освобождават селата Пашмакли, Райково и Устово. Една дружина е изпратена да взриви жп моста при село Бук, но набегът е безуспешен (16 октомври). Междувременно турски войски настъпват от околностите Голям Палас (Рудозем) и принуждават (19 – 20 октомври) прикриващата дружина да отстъпи към Устово. Полковник Серафимов събира войските си в района, за да спре по-нататъшното напредване на противника. До началото на самата битка той няма сигурни разузнавателни сведения за размера на турските сили.

## Битката
Рано сутринта на 21 октомври българите потеглят в три колони към Голям Палас в търсене на контакт с противника. Към 10 ч. предните части на двете войски се сблъскват край шосето за Фатово. Българският авангард отстъпва в безредие, но турците не го преследват. С пристигането на останалите части на 21-ви полк Серафимов нарежда нападение срещу турците (6 табура и 1 батарея), заели гористо възвишение. Атаката няма успех до момента, в който дясната колона (около 1000 души с 6 оръдия, начело с подполковник Илия Врачев) минава през село Аламидере и заема безпрепятствено височините вляво и в тил на противника. Турските резерви контраатакуват неколкократно, но са отхвърлени. В това време и другият турски фланг е разбит в резултат на щикова атака на българите. Това води до общо отстъпление на турците след 8-часови боеве. Планът на османския командир за обхождане на българските войски се проваля, тъй като табурът, натоварен със задачата, закъснява.

## Последици
След поражението си турците отстъпват на южния бряг на Арда и с малки изключения повече не застрашават района. Ден след битката, на 22 октомври, войските на Серафимов овладяват почти без съпротива Голям Палас и Смилян. Бойните действия затихват за около две седмици. В началото на ноември българските войски преминават в настъпление, изтласкват окончателно османците от Родопите и до средата на месеца завладяват териториите до бреговете на Егейско море (вижте Битка при Мерхамли).

## Резултати от битката
В битката при Аламидере загиват 35 българи, 75 са ранени, а 22 са безследно изчезнали. Точни сведения за турските загуби липсват, но само убитите са над 180.
В памет на жертвите от Балканските войни през 1934 г. на връх Средногорец до село Аламидере е издигнат паметник костница. След това върхът става известен като Родопската Шипка.